# Kjerfjorden
Kjerfjorden eller Kjærfjorden er en fjordarm på vestsiden af Tjeldsundet på Tjeldøya i Tjeldsund kommune i Nordland fylke  i Norge. Fjorden har indløb mellem bebyggelserne Kjerstad og Breidstrandneset og går omtrent 5 kilometer mod øst.
Lige indenfor indløbet ligger Kjærfjordstraumen, og her krydser fylkesvej 711 (Nordland) fjorden. Indenfor broen er der ingen bosætning langs fjorden. Fjordsiderne er høje og bratte, særlig på nordsiden hvor de stiger brat op til over 500 meter over havet.